# Anemiaceae
Ver Pteridophyta para una introducción a las plantas vasculares sin semilla
Las anemiáceas (nombre científico Anemiaceae) son una familia de helechos del orden Schizaeales, que en la moderna clasificación de Christenhusz et al. 2011 son monofiléticas.

## Taxonomía
Introducción teórica en Taxonomía
La clasificación más actualizada es la de Christenhusz et al. 2011 (basada en Smith et al. 2006, 2008); que también provee una secuencia lineal de las licofitas y monilofitas.
- Familia 15. Anemiaceae Link,  Fil. Spec.: 23 (1841).

1 género (Anemia).
Nota: Mohria está incluido en Anemia (Wikström  et al. 2002).

### ClasificaciónsensuSmithet al.2006
Ubicación taxonómica:
Plantae (clado), Viridiplantae, Streptophyta, Streptophytina, Embryophyta, Tracheophyta, Euphyllophyta, Monilophyta, Clase Polypodiopsida, Orden Schizaeales, familia Anemiaceae, género Anemia.
Un poco más de 100 especies.

## Filogenia
Introducción teórica en Filogenia
Monofilético (Skog et al. 2002, Wikström et al. 2002). 

## Ecología
Terrestres, principalmente del Nuevo Mundo, pero se encuentran unas pocas especies en África, India, y algunas islas del Océano Índico.

## Caracteres
Con las características de Pteridophyta.
Rizomas postrados a suberectos, con pelos.
Hojas de crecimiento determinado. En general las hojas son hemidimórficas o dimórficas. Venas libres, dicotómicas, ocasionalmente casualmente anastomosadas. 
Esporangios usualmente en un par basal de pinas esqueléticas, altamente modificadas, usualmente erectas (a veces más de dos pinas, o todas las pinas modificadas y fértiles). 128-256 esporas por esporangio. 
Esporas tetraédricas, con crestas fuertemente paralelas (Tyron y Lugardon 1991). 
Gametofitos verdes, cordados, superficiales.
Número de cromosomas: x = 38.